# Зуйский поселковый совет
Зуйский поселковый совет (укр. Зуйська селищна рада, крымскотат. Зуя касаба шурасы) — административно-территориальная единица в Белогорском районе  в составе АР Крым Украины (фактически до 2014 года), ранее до 1991 года — в  составе Крымской области УССР в СССР, до 1954 года — в составе Крымской области РСФСР в СССР, до 1945 года — в составе Крымской АССР РСФСР в СССР. До 1957 года — Зуйский сельский совет.
Население по переписи 2001 года составляло 10235 человек. Территория поссовета занимала среднюю часть долины реки Зуя и её левого протока Фундуклы во Внутренней гряде Крымских гор.
К 2014 году в состав поссовета входил 1 посёлок городского типа и 8 сёл:

| - Зуя - Баланово - Барабаново - Верхние Орешники - Владимировка | - Литвиненково - Нижние Орешники - Петрово - Украинское |

## История
Зуйский сельсовет был образован в начале 1920-х годов в составе Симферопольского района. По результатам всесоюзной переписи 17 декабря 1926 года Зуйский сельский совет включал 4 населённых пункта с населением 2205 человек:
- Зуя — 1561 чел.,
- Розенталь — 410 чел.,
- Фундуклы Верхние (французские) — 135 чел.,
- Фундуклы Нижние (немецкие) — 88 чел.

Также к совету приписаны 2 шоссейные будки, на 21-м 29-м километрах Симферопольско — Феодосийского шоссе с общим населением 11 человек. Постановлением ВЦИК от 10 июня 1937 года был образован новый, Зуйский район, в который перешёл сельсовет. С 25 июня 1946 года совет в составе Крымской области РСФСР, а 26 апреля 1954 года Крымская область была передана из состава РСФСР в состав УССР.
В 1957 году Зуя получила статус ПГТ и сельсовет преобразован в поселковый совет. После ликвидации в 1959 году Зуйского района, совет включили в состав Симферопольского. На 15 июня 1960 года в составе совета числились населённые пункты:

| - Баланово - Барабаново - Верхние Орешники - Вишнёвое - Зуя | - Крымская Роза - Лесно́е - Нижние Орешники - Петрово |

Указом Президиума Верховного Совета УССР «Об укрупнении сельских районов Крымской области», от 30 декабря 1962 года Симферопольский район был упразднён и поссовет присоединили к Белогорскому. К 1968 году в состав совета добавились Владимировка, Литвиненково и Украинское, к 1977 году было ликвидировано Лесное, 5 июня 1990 года был образован Крымскорозовский сельсовет, в который также передали Вишнёвое и совет обрёл современный состав. С 12 февраля 1991 года сельсовет в восстановленной Крымской АССР, 26 февраля 1992 года переименованной в Автономную Республику Крым. 24 марта 1997 года была снята с учёта ВР Украины Владимировка и совет обрёл современный состав.
С 21 марта 2014 года в составе Крыма аннексирован Россией.
С 2014 года на месте поссовета находится Зуйское сельское поселение Республики Крым.